# Nihon Gakujutsu Shinkōkai
Die Nihon Gakujutsu Shinkōkai (japanisch 日本学術振興会 „Japanische Gesellschaft zur Förderung der Wissenschaft“; englisch Japan Society for the Promotion of Science, Abk. JSPS) ist eine unabhängige japanische Verwaltungsbehörde im Zuständigkeitsbereich des Ministeriums für Bildung, Kultur, Sport, Wissenschaft und Technologie, die akademische Forschung unterstützt, Mittel für die Ausbildung von Forschern bereitstellt und den internationalen akademischen Austausch fördert. Sie ist mit der 1920 gegründeten Notgemeinschaft der Deutschen Wissenschaft bzw. ihrer Nachfolgeorganisation, der Deutschen Forschungsgemeinschaft, vergleichbar.

## Übersicht
Die Nihon Gakujutsu Shinkōkai wurde 1932 mit einem Zuschuss der kaiserlichen Familie in Höhe von 1,5 Millionen Yen gegründet. Im Jahr 1967 wurde sie in eine Sondergesellschaft umstrukturiert und im Jahr 2003 im Rahmen der „Reform der zentralen Ministerien und Agenturen“ (中央省庁等改革, Chūō chōchō-tō kaikaku) zu einer unabhängigen Verwaltungsbehörde. In dieser Zeit wurden Förderprojekte für junge Forscher durchgeführt, ausländische Forscher eingeladen. Bis 1955 verlieh sie den Chichibu no miya kinen gakujutsu-shō (秩父宮記念学術賞, englisch Prince Chichibu Memorial Academic Award), einen nach Prinz Chichibu benannten Preis.
Die wichtigsten Projekte sind die Unterstützung der von Universitäten durchgeführten Forschung und Lehre, die Unterstützung der Ausbildung von Forschern, Mittel für fortgeschrittene Forschungsstipendien, die Entsendung junger Forscher ins Ausland, die Unterstützung beim Aufbau erstklassiger Forschungszentren, die Unterstützung internationaler akademischer Konferenzen usw. sowie die Bereitstellung internationaler Studien.
Der Hauptsitz befindet sich in Kōjimachi im Bezirk Chiyoda von Tokio. Die Behörde verfügt über Verbindungszentren an zehn Standorten im Ausland, darunter Washington, London und Peking. Im März 2012 hatte sie über 136 Mitarbeiter und verfügte über ein Kapital von knapp über einer Milliarde Yen.